# Прилуки (Вельський район)
Прилуки (рос. Прилуки) — присілок в Вельському районі Архангельської області Російської Федерації.
Населення становить 76 осіб. Входить до складу муніципального утворення Судромське муніципальне утворення.

## Історія
Від 1937 року належить до Архангельської області.
Від 2004 року належить до муніципального утворення Судромське муніципальне утворення.

## Населення
| 2002 | 2010 | 2012 | 2014 |
| ---- | ---- | ---- | ---- |
| 86   | ↘69  | ↗81  | ↘76  |